# مجتمع واعي
مجتمع واعي هو تطبيق محمول وبرنامج كمبيوتر مصمم ليعمل على الهواتف الذكية، وأجهزة الكمبيوتر اللوحي وغيرها من الأجهزة النقالة. وهو واحد من التطبيقات الخاصة بوباء فيروس كورونا 2019–20 يقوم بتنبيه الأفراد حال وجودهم بالقرب من حالة مشتبه في إصابتها بفيروس كورونا، والتطبيق مقدم من هيئة المعلومات والحكومة الإلكترونية ويأتي في إطار دعم الجهود الحكومية للحد من انتشار فيروس «كورونا»المستجد.

## خصائص التطبيق
- استعراض آخر المستجدات الصحية والطبية المتعلقة بانتشار الوباء وسبل الوقاية منه.[1]
- ‘الإطلاع على نتائح الفحوصات.[1]
- تتبع حالات الحجر المنزلي.[2]
- عرض تفاصيل التطعيم.[3]
- رصد الحالات المخالطة.[2]
- يعمل التطبيق بست لغات (العربية، الإنجليزية، الأوردو، الهندية، البنغالية، الفارسية).[1]

## وصلات خارجية
- قوقل بلاي
- آب ستور